# Batrachedra hypoxutha
Batrachedra hypoxutha là một loài bướm đêm thuộc họ Blastobasidae. Nó được tìm thấy ở Úc.